# Tramway d'Esch-sur-Alzette
 (mai 2018).
Le tramway d'Esch-sur-Alzette (aussi dénommé en luxembourgeois : Minettstram, traduisible en français par tramway du bassin minier) est un ancien réseau de tramway à voie métrique constitué de quatre lignes intercommunales et de plusieurs lignes locales totalisant 53,7 km de long qui a fonctionné entre 1927 et 1956 à Esch-sur-Alzette et sa région (Dudelange, Kayl, etc.), au Luxembourg.

## Histoire

### Premières propositions
Le coup d'envoi pour la construction du tramway d'Esch-sur-Alzette est probablement donné par une lettre du 9 mai 1900 émanant de la Lokalbahn Bau- und Betriebsgesellschaft Hiedemann & Co, adressée au conseil communal d'Esch-sur-Alzette, dans laquelle une liaison par tramway électrique entre Esch et Audun-le-Tiche est sollicitée.
Le député Xavier Brasseur souscrit à cette idée et présente le 28 juin 1901 une proposition de loi devant la Chambre des députés par laquelle il propose la construction d'un tramway électrique entre les localités d'Esch-sur-Alzette, Rumelange, Tétange et Dudelange avec des antennes reliant Dudelange à Volmerange-les-Mines et Esch à Audun-le-Tiche, en passant par Micheville-Villerupt.
L'ingénieur en chef Rodange et l'ingénieur d'arrondissement Norbert Colbert sont par la suite chargés de dresser un rapport sur la construction et les avantages du tramway proposé. Dans un rapport du 11 février 1905, le directeur général des Travaux publics, Charles Rischard, montre cependant de vives réticences quant à la contribution d'un tramway et ce en raison de la situation financière délicate du moment. Le projet est dès lors gelé.

### Préparations pour la construction du tramway et création du syndicat des TICE
En date du 16 juillet 1909, le Gouvernement autorise la construction de cinq lignes à voie étroite dans le Bassin minier luxembourgeois, la région dite des Terres Rouges. Lors des débats devant le parlement, le député Brasseur présente le 28 avril 1910 une nouvelle proposition de loi avec des lignes entre Differdange et Dudelange, en passant par Esch-sur-Alzette et Rumelange. La contribution financière de l'État s'élève à 1 million de francs luxembourgeois ; la proposition est votée par la Chambre des députés le 12 mai 1910. L'ingénieur Leopold Biever et le professeur Jean-Pierre Manternach (lb) sont ensuite chargés à élaborer un avant-projet.
Le 23 octobre 1910 est créé le Syndicat pour la construction d'un tramway intercommunal dans le canton d'Esch-sur-Alzette provisoire. Le syndicat même fait ensuite des propositions pour la construction. En mars 1913, les statuts du syndicat sont présentés. Dans les mois qui suivent, les différents conseils communaux discutent sur la marche à suivre. Peu à peu, les communes concernées approuvent le projet, souvent en posant des conditions.
À Rumelange l'approbation par le conseil communal prend le plus de temps et la décision n'est prise qu'en février 1914, le Syndicat des tramways intercommunaux du canton d'Esch-sur-Alzette définitif est créé par arrêté grand-ducal le 2 juin 1914 et le vote de la loi du 19 mai 1914 avec pour objectif d'assurer le transport des ouvriers des communes du bassin sidérurgique des terres Rouges.

### La construction des lignes de tramway
Le 31 octobre 1915, d'importantes décisions sont prises, notamment que le réseau sera à voie métrique, tandis que le tracé des lignes est définitivement arrêté.
Les travaux débutent immédiatement et le matériel est commandé. Cependant, la guerre et la situation financière difficile de l'après-guerre empêchent la poursuite des travaux.
C'est donc seulement en mars 1920 que tous les terrains nécessaires ont pu être acquis et que la construction du pont de Belvaux est achevée. Le projet ne démarre véritablement qu'en 1923. À Esch, les voies sont posées dans la rue de l'Alzette et les travaux d'infrastructures pour les tronçons interurbaines se terminent.
Dans les années 1924 et 1925, les appels d'offres sont lancés pour l'achat du matériel roulant, les installations électriques et la construction des bâtiments. Finalement, la première ligne est mise en service le 29 mai 1927 entre Esch-sur-Alzette et Pétange, à une cadence d'une heure. La cérémonie officielle se tient à 11h30 à la mairie d'Esch.
Le lendemain cependant, le tram est sans courant électrique, car le syndicat des TICE est en désaccord avec le fournisseur d'électricité :c'est seulement le 5 juin qu'un accord est trouvé et que le tram devient définitivement opérationnel.
Le 14 août 1927, la ligne reliant Kayl à Esch-sur-Alzette est mise en service, puis prolongée à Dudelange et Rumelange par la suite. Une ligne reliant Kayl à l'aciérie de Rumelange est mise en service le 4 février 1928 et prolongée jusqu'à la gare de Rumelange le 23 juin suivant.
Le réseau qui compte au total 53,79 km de voies, est composé des tronçons suivants :
- Esch-sur-Alzette - Rodange/frontière, 20,26 km ;
- bifurcation vers Bascharage, 1,24 km ;
- bifurcation vers Rodange-Haut, 0,72 km ;
- Esch-sur-Alzette - Kayl/poteau - Kayl - Rumelange, 7,51 km ;
- Esch-sur-Alzette - Schifflange, 3,30 km ;
- ligne locale d'Esch-sur-Alzette, 3,86 km ;
- Kayl/poteau - Kayl - Rumelange, 6,59 km ;
- Kayl - Dudelange - Greisenthal, 6,39 km ;
- bifurcation vers Burange, 1,50 km ;
- bifurcation vers Tatenberg, 0,85 km ;
- ligne locale de Differdange, 1,57 km.

### Le tramway pendant la Seconde Guerre mondiale
Pendant la période de l'occupation allemande, le syndicat des TICE est renommé Interkommunale Trambahn im Kanton Esch (ITKE), l'occupant ayant interdit l'usage du français au Grand-duché. En raison de l'occupation nazie, le service est interrompu sur toutes les lignes dès le 10 octobre 1940, mais reprend de nouveau le 14 juillet 1940, sous une forme modifiée. Plusieurs stations et lignes régionales sont supprimées. Les Lignes Esch - Rodange et Esch - Schifflange sont fusionnées. La ligne entre Schifflange et Kayl aurait probablement pu être maintenue, s'il n'y avait pas eu de problèmes d'approvisionnement en matériel.
La cadence horaire est introduite sur l'ensemble du réseau. Les deux autobus Berliet, encore en possession de l'ITKE sont vendus à la ville d'Esch.
Pendant la guerre, l'exploitation du tramway est souvent interrompue en raison de pannes électriques de sorte que le personnel doit passer la nuit chez des étrangers ou se procurer une bicyclette pour rentrer. En général, le Minettstram survit relativement bien à la guerre. Seules les voies entre Belvaux et Oberkorn sont endommagées. Les voitures restent toutes intactes et ne sont endommagées qu'en 1945 lors de collisions avec des véhicules militaires américains.

### L'après-guerre et la fin du service de tramway
Le syndicat des TICE charge l'expert suisse A. von Bonstetten, de faire un état des lieux sur l'état et les perspectives du Minettstram, à une époque où le développement du trafic automobile et des autobus condamne les tramways, que ce soit à la capitale ou en France par exemple. Pour sa mission, von Bonstetten, directeur des transports publics à Berne, fait une comparaison entre le Minettstram et son propre service. Il constate que les rails et le parc véhiculaire ne sont pas encore arrivés en fin de vie et il fait une série de propositions d'amélioration pour moderniser le tramway et l'utiliser davantage. Cependant, il semble que le résultat de son enquête aurait déjà été définie à l'avance par l'administration du TICE, car l'on peut lire entre les lignes le souhait de changer la manière de traction du service.
Ainsi, dès l'achèvement de l'étude, le syndicat prend la décision de remplacer les tramways par des autobus. Cette décision est mise en œuvre dans un laps de temps de huit ans, entre 1948 et 1956. La dernière course régulière est exécutée le 22 septembre 1956 entre Kayl et Esch. Dans la mesure du possible, le personnel est repris et conservé. Après la transition vers les autobus, les rails sont enlevés et les tramways mis au rebut. Une seule remorque est conservée et fait office de bureau pour les candidats qui passent leur examen théorique pour le permis de conduire, près de l'ancienne usine à gaz à Esch. L'ancien bâtiment de la gare d'Esch-sur-Alzette ne survit que quelques années à la disparition du Minettstram avant qu'il soit démoli et remplacé par une construction plus moderne.
En revanche, le syndicat subsiste de nos jours et conservera même le mot « tramway » dans son nom jusqu'en 2008 où il devient le Syndicat pour le transport intercommunal de personnes dans le canton d'Esch-sur-Alzette.

## Les lignes

### Généralités

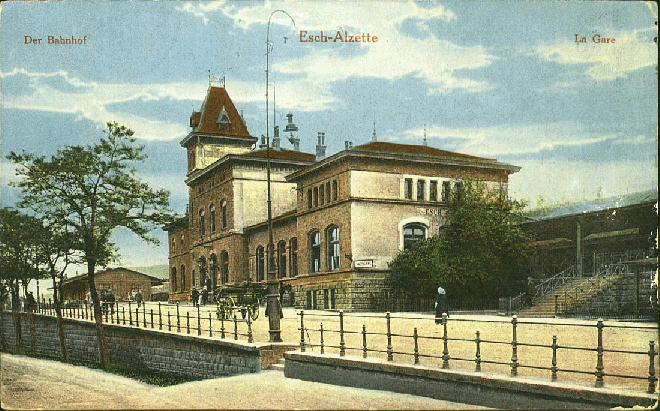
La gare d'Esch-sur-Alzette, point central du réseau.

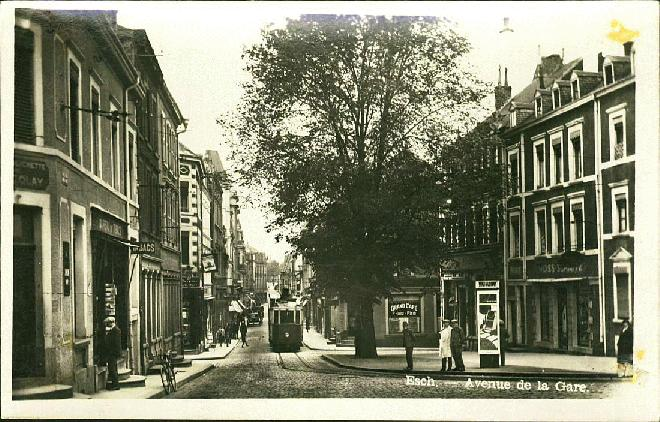
Le tramway avenue de la gare à Esch-sur-Alzette. Date inconnue.

La gare d'Esch-sur-Alzette est le centre névralgique du réseau et constitue un terminus de façon systématique, ce qui a pour conséquence qu'on parle toujours de deux réseaux : celui du côté de Differdange et celui du côté de Kayl. Les plans de travail du personnel sont toujours établis de manière que chacun puisse rester « de son côté ». En raison du tracé à voie unique et de la séparation stricte entre les deux réseaux, il y a toujours des arrêts prolongés à Esch, ce qui a des répercussions négatives sur la situation économique du syndicat.
Le réseau était constitué d'une dizaine de sections, dont voici les dates d'ouverture et de fermeture, :
- Esch - Bascharage - Pétange : ouverte le 5 juin 1927, fermée progressivement entre le 16 mai 1948 et le 4 juillet 1953 ;
- Ligne locale d'Esch-sur-Alzette : ouverte le 14 juillet 1927, fermée le 1er octobre 1939 ;
- Pétange - Rodange/Haut - Rodange/Frontière, ouverte le 15 juillet 1927, fermée progressivement entre le 15 septembre 1940 et le 16 mai 1948 ;
- Esch - Kayl, ouverte le 14 août 1927, fermée le 22 septembre 1956 ;
- Kayl - Dudelange, ouverte le 14 août 1927, fermée le 5 juillet 1954 ;
- Esch - Rumelange - Ottange, ouverte le 2 octobre 1927, fermée le 5 novembre 1950 ;
- Dudelange - Burange, ouverte le 7 novembre 1927, fermée le 15 juillet 1951 ;
- Kayl - Tétange, ouverte le 7 novembre 1927, fermée le 20 août 1956 ;
- Dudelange - Dudelange/Italie, ouverte le 4 juillet 1928, fermée le 15 mai 1931 ;
- Dudelange - Greisendahl, ouverte le 4 juillet 1928, fermée le 5 juillet 1954 ;
- Tétange - Rumelange-Usines, ouverte le 4 juillet 1928, fermée le 20 août 1956 ;
- Ligne locale de Differdange, ouverte le 1er mai 1928, fermée le 15 mai 1931 ;
- Rumelange-Usines - Rumelange-Gare, ouverte le 23 juin 1928, fermée le 5 novembre 1950 ;
- Esch - Schifflange, ouverte le 15 novembre 1931, fermée le 11 septembre 1955.

### Historique détaillé
Ligne Esch-Pétange-Rodange ou Bascharage
- 1er mai 1927 : Essais entre Esch-Alzette et Differdange
- 29 mai 1927 : course inaugurale officielle entre Esch et Pétange
- 5 juin 1927 : mise en service de la ligne
- 15 juillet 1927 : prolongement de la ligne jusqu'à Rodange-Frontière et ouverture de la ligne locale Bascharage - Rodange
- 16 mai 1948 : suppression du service entre Pétange et Rodange
- 13 septembre 1949 : suppression du service entre la Gare de Differdange et Bascharage
- 4 juin 1953 : suppression de la ligne Esch - Differdange. Néanmoins, Belvaux/poste est encore desservi jusqu'à la suppression définitive du tramway le 23 septembre 1956.

Ligne locale d'Esch
- 14 juillet 1927 : Ouverture de la ligne locale
- 1934 : prolongement de la ligne jusqu'au cimetière de Lallange
- 1er octobre 1939 : La ligne en boucle à Esch est abrogée, la ligne vers Lallanbge circule depuis Rumelange.
- 10 mai 1940 : Toute l'exploitation est arrêtée
- 14 juillet 1940 : Le service vers Lallange reprend
- 15 septembre 1940 : L'ensemble de la circulation locale à Esch est arrêté

Ligne Esch – Kayl - Dudelange
- 14 aout 1927 : ouverture de la ligne Esch – poteau de Kayl – Kayl - Dudelange-Ville
- 7 novembre 1927 : ouverture de la ligne locale entre Burange et Dudelange (Tétange)
- 4 février 1928 : ouverture de la ligne locale Tatenberg et prolongement de la ligne principale jusqu'au Greisenthal
- 2 avril 1930 : Prolongement de la ligne d'Esch au Neudorf ;
- 15 mai 1931 : suppression de la ligne locale vers Dudelange/Tatenberg
- 1934 : Prolongement de la ligne de Dudelange à la frontière ;
- 15 juillet 1951 : suppression de la ligne locale Dudelange – Burange et le lendemain, mise en service d'une ligne d'autobus locale entre Dudelange et Burange
- 5 juillet 1954 : suppression de la ligne Kayl - Dudelange et le lendemain, ouverture d'une ligne d'autobus sur le même trajet
- 22 septembre 1956 : suppression complète su service de tramways ; dernière course entre Kayl et Esch
- 23 septembre 1956 : mise en service de la ligne d'autobus entre Esch – Schifflange – Kayl et Dudelange (Greisenthal)

Ligne Esch - Rumelange - (Ottange)
- 2 octobre 1927 : Mise en service
- 2 avril 1930 : Prolongement de la ligne d'Esch au Neudorf ;
- 5 novembre 1950 : Fermeture de la ligne

Ligne Kayl - Tétange - Rumelange
- 7 novembre 1927 : Ouverture de la section (Beringen) - Kayl - Tétange
- 4 février 1928 : Extension jusqu'à Rumelange-Usine
- 23 juin 1928 : Extension jusqu'à Rumelange-Gare
- 20 août 1956 : Fin de l'exploitation de la ligne Kayl - Rumelange, remplacée le lendemain par la ligne d'autobus Kayl - Rumelange - Esch, complétée à partir du 23 septembre par la ligne d'autobus Esch - Schifflange - Kayl - Tétange - Rumelange - Esch

Ligne Esch - Schifflange
- 13 novembre 1927 : La ligne est mise en service sous la forme d'une ligne de bus
- 15 novembre 1931 : Le service est assuré par tramway
- 11 septembre 1955 : Les tramway sont définitivement remplacés par des bus
- 23 septembre 1956 : Tandis que les derniers tramways sont supprimés, la ligne de bus est prolongée jusqu'à Dudelange

## Exploitation

### Remisage et entretien
Le réseau était constitué d'un dépôt principal à Esch-sur-Alzette, conçu pour accueillir 45 motrices et assurer les réparations. Deux dépôts secondaires, utilisés exclusivement pour stationner le matériel, étaient implantés à Differdange et Tétange, ils pouvaient accueillir 4 motrices chacun,.

### Matériel roulant
L'état de parc se compose de 25 motrices et cinq remorques à caisse en bois, toutes construites par les Ateliers métallurgiques de Nivelles, appartenant à la Société Anonyme la Métallurgique, :
- 15 motrices (nos 1-15) avec bogies Bissel ;
- 10 motrices (nos 50-59) avec bogies Peckham ;
- 5 remorques (nos 100-104) avec bogies Bissel.

Parallèlement à cette livraison, deux motrices (nos 28-29) et trois remorques (nos 112-114) de constructions identiques sont livrées aux tramways de la ville de Luxembourg (TVL).
Les motrices ont une capacité de 54 places, dont 24 places assises et 15 places debout par plate-forme. Dans les remorques, il y a 42 places, dont 18 places assises et 2 x 12 places debout. La flotte était initialement peinte en rouge et ivoire (bas et haut) puis, à partir de 1946, en bleu et ivoire à l'instar du tramway de la capitale.
Les motrices sont équipées avec deux moteurs de type MTV 50 à 50 kW et fonctionnent sous une tension inhabituelle de 1 200 V en courant continu.

## Vestiges du réseau
Très peu de vestiges de ce réseau subsistent : Le dépôt d'Esch-sur-Alzette, qui servira ensuite pour les autobus, a été démoli en 2006 et aucune motrice ou remorque n'a été conservée. Comme durant les années 1990 rue Victor-Hugo à Esch-sur-Alzette, il est possible de trouver d'anciens rails sous la chaussée,. Sur les tronçons où le tramway était complètement dissocié de la circulation, comme par exemple vers le « poteau de Kayl », la plateforme est toujours visible. À noter qu'un arrêt de bus du TICE nommé Tramsschapp existe à Esch, à proximité du dépôt de bus actuel, reconstruit au même endroit (49° 30′ 21″ N, 5° 57′ 36″ E).

## Vers un retour du tramway
Dans le cadre du développement du nouveau tramway de Luxembourg au cours du XXIe siècle, une ligne express reliera d'ici 2028 la capitale au quartier d'Esch-Belval via un trajet direct de long de l'autoroute A4 et un tracé urbain, qui verra le jour dans un second temps au cours des années 2030, entre le futur quartier Alzette et le Südspidol notamment.